# Pseudelmidolia pallidipennis
Pseudelmidolia pallidipennis is een keversoort uit de familie beekkevers (Elmidae). De wetenschappelijke naam van de soort werd in 1963 gepubliceerd door Joseph Delève.